# Thaya-Schwarza-Senke
Koordinaten: 49° 0′ 0″ N, 16° 30′ 0″ O

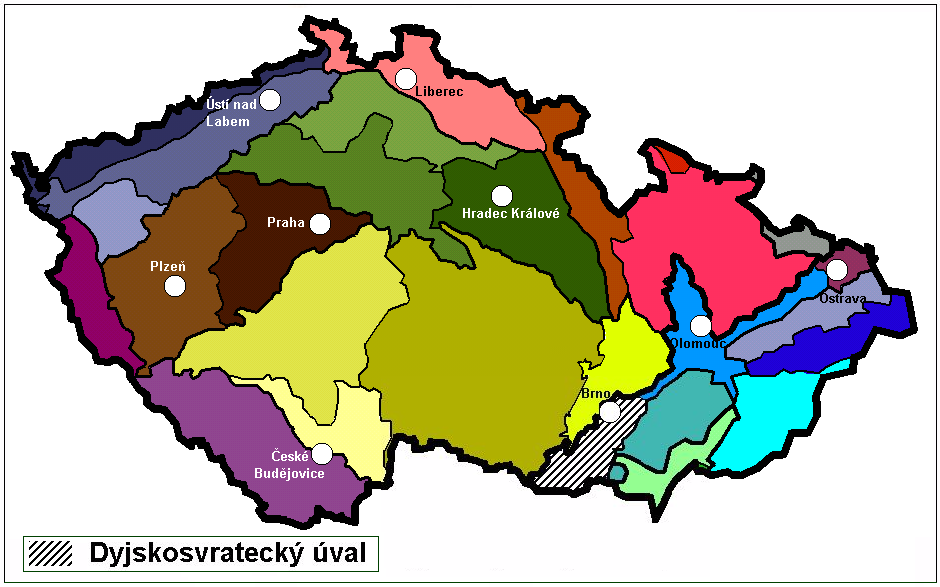
Die Thaya-Schwarza-Senke innerhalb der Geomorphologischen Einteilung Tschechiens

Die Thaya-Schwarza-Senke, auch Südmährische Riedellandschaft bzw. Südmährische Niederungen (tschechisch Dyjsko-svratecký úval) ist ein zu den Westlichen Außenkarpatischen Senken (Západní Vněkarpatské sníženiny) gehöriges Hügelland in Tschechien.

## Beschreibung
Die Senke erstreckt sich in Südmähren von Südwest nach Nordost zwischen Znojmo und Brno. Benannt ist sie nach den Flüssen Thaya (Dyje) und Schwarza (Svratka); die Thaya durchfließt den südlichen Teil der Senke, ihr Zufluss Schwarza den nordöstlichen.
Im Norden grenzt sie an die Bobravská vrchovina (Bobrawa-Bergland) und die Drahanská vrchovina (Drahaner Bergland), nach Nordosten ist sie über die Vyškovská brána (Wischauer Tor) mit dem Hornomoravský úval (Obermährische Senke) verbunden. Östlich schließen sich der Ždánický les (Steinitzer Wald) und der Dolnomoravský úval (Südliches Marchbecken) an. Gegen Südosten erhebt sich die Mikulovská vrchovina (Nikolsburger Klippen). Nach Süden hin setzt sich die Senke auf österreichischem Gebiet in der Laaer Bucht bis zum Weinviertler Hügelland fort. Gegen Nordwesten liegt die Jevišovická pahorkatina (Jaispitzer Hügelland).
Der tschechische Teil hat eine Ausdehnung von 1452 km², die mittlere Höhe liegt bei 210 m n.m. Der höchste Punkt ist der Výhon (355 m n.m.), der tiefste befindet sich mit (170 m n.m.) am Stausee Nové Mlýny.
Die Senke besteht aus Sedimenten aus dem Tertiär und Quartär sowie Lössen in den Flussterrassen und Auen. Sie gehört zu den niederschlagärmsten Gegenden des Landes. Die Talsenke gehört zu den Regionen mit warmem Klima. In den Wintermonaten bewegt sich die Temperatur nur leicht unter dem Nullgrad, im Sommer werden durchschnittlich neunzehn bis zwanzig Grad Celsius erreicht. Die Senke war das einzige Nistgebiet der Großtrappe in Tschechien. Die Böden werden überwiegend landwirtschaftlich genutzt. Außer Auwäldern an den Flussläufen ist das Gebiet fast waldfrei. Das Aussehen der Senke wird durch zahlreiche Flüsse geprägt, darunter Thaya, Svratka, Jihlava, Jevišovka. 
In der Talsenke grenzen Naturreservate an wie Hradišťské terasy (mit Überresten mittelalterlicher Obstgärten und Weinbergterrasse), Kraví hora, Pustý kopec und Havranické vřesoviště.

## Untereinheiten
- Drnholecká pahorkatina (Dürnholzer Hügelland)
- Dunajovické vrchy (Tannowitzer Berge)
- Dyjsko-svratecká niva (Thaya-Schwarza-Niederung)
- Jaroslavicka pahorkatina (Joslowitzer Hügelland)
- Pracká pahorkatina (Pratzer Hügelland)
- Rajhradská pahorkatina (Großraigerner Hügelland)